# 29473 Krejčí
(29473) Krejčí, denumire internațională (29473) Krejci, este un asteroid din centura principală de asteroizi.

## Descriere
29473 Krejčí este un asteroid din centura principală de asteroizi. A fost descoperit pe 21 octombrie 1997 la Observatorul din Ondřejov de Petr Pravec și Lenka Šarounová. Asteroidul prezintă o orbită caracterizată de o semiaxă mare de 2,74 ua, o excentricitate de 0,10 și o înclinație de 1,5° în raport cu ecliptica.